# Gouy-en-Artois

Gouy-en-Artois este o comună în departamentul Pas-de-Calais, Franța. În 1 ianuarie 2022 avea o populație de 326 de locuitori.